# August-Wilhelm-von-Hofmann-Denkmünze

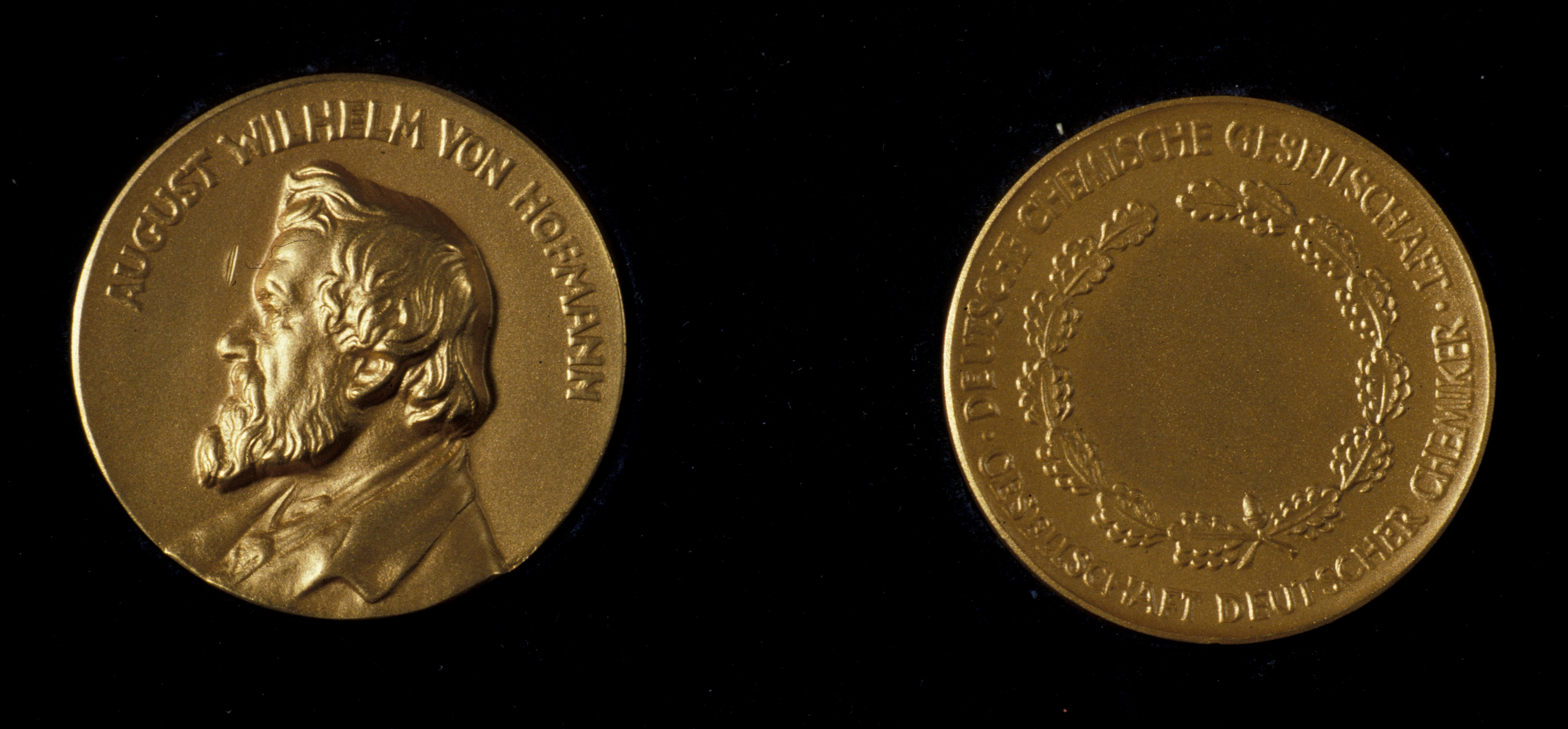
August-Wilhelm-von-Hofmann-Denkmünze

Die August Wilhelm von Hofmann Denkmünze ist ein Preis der Gesellschaft Deutscher Chemiker für besondere Verdienste in der Chemie, der mit einer Goldmünze verbunden ist und nach August Wilhelm von Hofmann benannt ist. Er wurde 1902 als Hofmann-Preis von der Deutschen Chemischen Gesellschaft begründet und 1951 von der Gesellschaft Deutscher Chemiker übernommen, wobei nun nach den Statuten ausländische Wissenschaftler ausgezeichnet werden sollten und auch deutsche Wissenschaftler, die keine Chemiker sind, sich aber um die Chemie besonders verdient gemacht haben.

## Preisträger bis 1942
- 1903 Henri Moissan, William Ramsay
- 1906 William Henry Perkin
- 1921 Carl Duisberg
- 1924 Bernhard Lepsius
- 1927 Franz Oppenheim
- 1936 Max Bodenstein
- 1937 Franz Fischer
- 1938 Giovanni Battista Bonino, Pierre Jolibois
- 1939 Albert von Szent-Györgyi Nagyrápolt
- 1940 Max Samec, Géza Zemplén, Gustaf Komppa, Hermann Rein
- 1942 Adolf Butenandt, Paul Walden

## Preisträger ab 1953
- 1953 Roger Adams, Emilio Segrè
- 1955 Arne Tiselius
- 1957 Robert Robinson
- 1962 Paul D. Bartlett, William von Eggers Doering
- 1964 Edgar Lederer
- 1967 Wiktor Nikolajewitsch Kondratjew, Lawrence Bragg, Vladimir Prelog
- 1970 Costin D. Nenitzescu
- 1974 Edgar Heilbronner
- 1976 Albert Eschenmoser
- 1978 Paul Hagenmuller
- 1981 Tetsuo Nozoe
- 1983 David Ginsburg
- 1985 George C. Pimentel
- 1988 Jack Halpern
- 1991 Henri B. Kagan
- 1992 Alan R. Battersby
- 1995 Joshua Jortner
- 1997 Charles Weissmann
- 1999 Jack Lewis, Baron Lewis of Newnham
- 2001 Steven V. Ley
- 2003 Dieter Seebach
- 2005 Robert H. Grubbs, Richard R. Schrock
- 2006 François Diederich
- 2008 Kyriacos C. Nicolaou
- 2010 C. N. R. Rao
- 2012 Sason Shaik, Martin Quack
- 2014 Barry Trost
- 2016 Ben Feringa
- 2018 Michael Grätzel
- 2020 Omar M. Yaghi
- 2022 Paul Anastas, John C. Warner
- 2024 David A. Leigh[1]